# Carlos Gurpegui
Carlos Gurpegui Nausia (auch Carlos Gurpegi Nausia; * 19. September 1980 in Pamplona) ist ein ehemaliger spanischer Fußballspieler und aktueller Trainer.

## Aktive Karriere
Carlos Gurpegui wurde am 1. September 2002 positiv auf das Doping-Mittel Nandrolon getestet. Die daraufhin fällige zweijährige Sperre wurde mehrmals ausgesetzt, da der Sportler und sein Verein Rechtsmittel mit der Begründung einlegten, die Substanz Nandrolon werde auf natürliche Weise vom Körper des Fußballers unter Stress produziert, eine Behauptung die von den meisten Experten als lächerlich zurückgewiesen wurde. Erst im April 2006 wurde die Sperre rechtsgültig, so dass Gurpegui bis zum April 2008 pausieren musste. Bemerkenswert ist der Rückhalt, den Gurpegui von seinem Club Athletic Bilbao erhielt. Er wurde nie aus dem Kader gestrichen oder sein Vertrag aufgelöst. Über die ganzen zwei Jahre wurde er mit seiner Nummer als offizieller Spieler im Vereinskader geführt.
Ebenfalls unfreiwillige Berühmtheit erlangte Gurpegui bei einem Auswärtsspiel beim FC Barcelona, in dem Ronaldinho den Ball dreimal über seinen Kopf hinweg lupfte, ohne dass dieser den Boden berührte. Dafür gelang ihm kurz vor Schluss der Treffer zum 1:1-Endstand.
Nach der Saison 2015/16 beendete Gurpegui seine Karriere.

## Trainerlaufbahn
Nachdem Gurpegi zuvor schon unter Ernesto Valverde im Trainerteam des Athletic Club war, wurde er zu Beginn der Saison 2021/22 Co-Trainer von Patxi Salinas bei CD Basconia. Aufgrund sehr schlechter Ergebnisse wurde dieser im Laufe der Saison entlassen und Gurpegi wurde der Cheftrainer. Unter ihm konnte sich Basconia stabilisieren und von sich von einem Abstiegs- zum Aufstiegskandidaten mausern. In der Saison 22/23 konnte Gurpegi die Mannschaft gar in die Aufstiegsplayoffs führen, in denen Basconia im Viertelfinale dem SD Leioa unterlag. Nach der Saison gab der Athletic Club bekannt, dass Gurpegi zur Saison 23/24 innerhalb des Vereins als Cheftrainer zu Bilbao Athletic aufsteigt.